# Теодорос Ангелопулос
Теодорос Ангелопулос (грч. Θεόδωρος Αγγελόπουλος), познат и као Тео Ангелопулос (27. април 1935 — Пиреј, 24. јануар 2012) био је грчки филмски режисер, сценариста и продуцент, добитник бројних филмских награда на фестивалима широм света.

## Биографија
Ангелопулоса сматрају класиком грчког интелектуалног филма који је захваљујући њему постао познат и светској јавности. Почео је са краткометражним филмовима 1963. и на почетку се углавном бавио историјом Грчке, као у трилогији „Дани 1936” из 1972, „Путујући глумци” 1975. и „Ловци” 1977, кроз које приказује новију грчку историју. Каснија остварења, која су му донела и светску славу, бавила су се како грчком митологијом, тако и савременим политичким темама.
Био је један од чланова жирија на 28. Берлиналу 1978. године.
У богатој каријери која је трајала четрдесет година добио је бројна признања, од којих је свакако највећа Златна палма на Канском филмском фестивалу за филм „Вечност и један дан” 1998. године.
Добијао је награде и на Берлинском форуму, Мостри, Јапану. Експериментални филм „Александар Велики” добио је 1980. награду „Златни лав” у Венецији, док је за „Предели у магли” добио сребро на Венцијанском фестивалу 1988. „Прекинути корак роде” 1991. награђен је у Болоњи и на фестивалу у Сиднеју. За филм „Поглед Одисеја” припала му је посебна награда критике на Канском фестивалу 1995.
После освајања „Златне палме” у Кану 1998. за филм „Вечност и један дан”, чувени грчки режисер скренуо је на себе пажњу и филмовима, „Плачући луг”, „Прашина времена” снимљен 2008. и „Невидљиви свет” 2011. Британски филмски критичари Дерек Малколм и Дејвид Томсон су Ангелопулоса прогласили за једног од највећих светских режисера.
Правник по образовању, Ангелопулос је радио и као новинар и филмски критичар, био је оснивач часописа „Савремени филм”. Био је почасни професор Бриселског универзитета, и Универзитета у Есексу, Нантера у Паризу. Његов препознатљив стил били су лагани, дуги кадрови, епизоде праћене нарацијом као што је, рецимо, његов филм „Путујући свирач”, сцене доведене до перфекције.
Током снимања филма „Друго море“ у Пиреју, на њега је приликом преласка улице налетео мотоцикл и нанео му тешке телесне повреде. Преминуо је од последица удеса 24. јануара 2012. године. Очевици кажу да се све одиграло у секунду: 77-годишњи Ангелопулос је у сумрак, негде око 19 часова прелазио коловозну траку прометне саобраћајнице у јужном предграђу како би нешто објаснио глумцима када је на њега налетео мотор. Режисер је одмах превезен у болницу али су повреде биле врло тешке и лекари који су се за његов живот борили неколико сати, нису успели да га спасу.